# Constance Wilson-Samuel
Constance Wilson-Samuel (* 8. Januar 1908 in Toronto; † 28. Februar 1953) war eine kanadische Eiskunstläuferin, die im Einzellauf und Paarlauf startete.
Nachdem Constance Wilson 1926 bereits mit Errol Morson kanadische Meisterin im Paarlauf geworden war, gelang ihr dies mit ihrem Bruder Montgomery Wilson in den Jahren 1929, 1930 und 1932 bis 1934 noch fünfmal. Beide nahmen an den Weltmeisterschaften 1930 und 1932 teil und beendeten diese auf dem vierten, bzw. sechsten Platz. Bei den Olympischen Spielen 1932 wurden das Geschwisterpaar Fünfte.
Im Einzellauf wurde Wilson 1924, 1927 und von 1929 bis 1935 kanadische Meisterin und hält mit diesen neun Titeln den Rekord für die meisten Titel in der Damenkonkurrenz bei kanadischen Meisterschaften. Sie nahm an drei Weltmeisterschaften teil. 1928 und 1930 wurde sie Vierte und 1932 im heimischen Montréal gewann sie Bronze hinter Sonja Henie und Fritzi Burger. Bei den Olympischen Spielen 1928 in St. Moritz belegte sie den sechsten Platz und 1932 in Lake Placid den vierten Platz. 1936 in Garmisch-Partenkirchen musste sie zurückziehen.

## Ergebnisse

### Einzellauf
| Wettbewerb / Jahr          | 1923 | 1924 | 1925 | 1926 | 1927 | 1928 | 1929 | 1930 | 1931 | 1932 | 1933 | 1934 | 1935 | 1936 |
| -------------------------- | ---- | ---- | ---- | ---- | ---- | ---- | ---- | ---- | ---- | ---- | ---- | ---- | ---- | ---- |
| Olympische Winterspiele    |      |      |      |      |      | 6.   |      |      |      | 4.   |      |      |      | Z    |
| Weltmeisterschaften        |      |      |      |      |      | 4.   |      | 4.   |      | 3.   |      |      |      |      |
| Kanadische Meisterschaften | 3.   | 1.   | 2.   | 2.   | 1.   | 1.*  | 1.   | 1.   | 1.   | 1.   | 1.   | 1.   | 1.   | Z    |

- Z = Zurückgezogen / * bei den britischen Meisterschaften

### Paarlauf
(mit Montgomery Wilson)
| Wettbewerb / Jahr          | 1926 | 1927 | 1928 | 1929 | 1930 | 1931 | 1932 | 1933 | 1934 | 1935 |
| -------------------------- | ---- | ---- | ---- | ---- | ---- | ---- | ---- | ---- | ---- | ---- |
| Olympische Winterspiele    |      |      |      |      |      |      | 5.   |      |      |      |
| Weltmeisterschaften        |      |      |      |      | 4.   |      | 6.   |      |      |      |
| Kanadische Meisterschaften | 1.*  | 2.   |      | 1.   | 1.   | 2.   | 1.   | 1.   | 1.   | 3.   |

* mit Errol Morson